# محمد القرني (لاعب كرة قدم مواليد 1995)
محمد حمد القرني مواليد 4 أبريل 1995 في جدة ، السعودية، هو لاعب كرة قدم سعودي يلعب في نادي عفيف.

## مسيرة اللاعب
مثل سابقاً النادي الأهلي في الفئات السنية وانتقل إلى نادي الرائد عام 2016 و لكن لم يشارك في أي مباراة طول الموسم سواء أساسي أو احتياطي ولعب بعدها في نادي الحجاز ونادي الوشم ونادي جدة ونادي اللواء ونادي قلوة ونادي الصقور ونادي عفيف.